# Garamond
Több Garamond nevű betűtípus létezik. Néhány ezek közül a híres 16. századbeli francia Claude Garamond munkáját dicséri. Az Eredeti Garamond a reneszánsz serif betűcsaládba tartozik.
Más betűképeket, mint például az American Garamond vagy az Elegant Garamond betűképet Jean Jannon készítette. A garamond dőltbetűs változatai közül egy sem Garamond eredeti munkája közül való; általában Robert Granjon művei (Garamond fiatalabb munkatársáé) – abban az időben nem volt szokás a dőlt betűket és a rendeseket párosítani és a jelek szerint ő sem tette ezt.

## Lásd még
- Betűképek listája